# Тринити (Ньюфаундленд и Лабрадор)
Тринити (англ. Trinity (Trinity Bay) — городок в Канаде, в провинции Ньюфаундленд и Лабрадор.

## История
Посёлок примечателен тем, что здесь в 1615 г. состоялся первый формальный суд в американских владениях Великобритании.

## Население
По данным переписи 2016 , городок насчитывал 169 человек, показав рост на 23,4 % по сравнению с 2011 годом. Средняя плотность населения составляла 13,1 чел/км².
Обоими официальными языками Канады одновременно владели 10 жителей, только английским — 160.
Трудоспособное население составляло 60 % всего населения, уровень безработицы — 13,3 %. 86,7 % трудоспособного населения были наёмными работниками, а 13,3 % — самозанятыми.

## Климат
Средняя годовая температура составляет 4,3° C, средняя максимальная — 19,2° C, а средняя минимальная — −11,9° C. Среднее годовое количество осадков — 1370 мм.

Панорама города утром